# جينيفر كابرياتي
وإسمها الكامل جينيفر ماريا كابرياتي (بالإنجليزية: Jennifer Maria Capriati)‏ وهي لاعبة كرة مضرب أمريكية ولدت في يوم 29 مارس 1976 في مدينة نيويورك في الولايات المتحدة. إحتلت المرتبة الأولى سابقا وفازت ب3 بطولات غراندسلام كما أنها نالت المدالية الذهبية في أولمبياد برشلونة 1992 من المنافسة الفردية وفي 2001 احتلت التصنيف الأول عالميا وحافظت على هذا التصنيف لمدة 14 أسبوع أعلنت اعتزالها في سنة 2004.

## روابط خارجية
- جينيفر كابرياتي على موقع IMDb (الإنجليزية)
- جينيفر كابرياتي على موقع الموسوعة البريطانية (الإنجليزية)
- جينيفر كابرياتي على موقع إن إن دي بي (الإنجليزية)
- جينيفر كابرياتي على موقع قاعدة بيانات الفيلم (الإنجليزية)
- جينيفر كابرياتي على موقع رابطة محترفات التنس (الإنجليزية)
- جينيفر كابرياتي على موقع الاتحاد الدولي لكرة المضرب (الإنجليزية)
- جينيفر كابرياتي على موقع كأس بيلي جين كينغ (الإنجليزية)
- جينيفر كابرياتي على موقع قاعة مشاهير كرة المضرب الدولية (الإنجليزية)
- جينيفر كابرياتي على موقع بطولة ويمبلدون (الإنجليزية)
- جينيفر كابرياتي على موقع خلاصة التنس.كوم (الإنجليزية)
- جينيفر كابرياتي على موقع اللجنة الأولمبية الدولية (الإنجليزية)
- جينيفر كابرياتي على موقع أوليمبيديا (الإنجليزية)
- جينيفر كابرياتي على موقع اللجنة الأولمبية والبارالمبية الأمريكية (الإنجليزية)